# Kratonohy (przystanek kolejowy)
Kratonohy – przystanek kolejowy w miejscowości Kratonohy, w kraju hradeckim, w Czechach. Znajduje się na wysokości 240 m n.p.m..
Jest zarządzany przez Správę železnic. Na przystanku nie ma możliwości zakupu biletów, a obsługa podróżnych odbywa się w pociągu.

## Linie kolejowe
- 020 Velký Osek - Hradec Králové - Choceň